# Comté de Lowndes (Alabama)
Pour les articles homonymes, voir Comté de Lowndes et Lowndes.
Le comté de Lowndes est un comté des États-Unis, situé dans l'État de l'Alabama.
Siège : Hayneville. Plus grande ville : Fort Deposit.

## Démographie
| 1830  | 1840   | 1850   | 1860   | 1870   | 1880   |
| ----- | ------ | ------ | ------ | ------ | ------ |
| 9 410 | 19 539 | 21 915 | 27 716 | 25 719 | 31 176 |

| 1890   | 1900   | 1910   | 1920   | 1930   | 1940   |
| ------ | ------ | ------ | ------ | ------ | ------ |
| 31 550 | 35 651 | 31 894 | 25 406 | 22 878 | 22 661 |

| 1950   | 1960   | 1970   | 1980   | 1990   | 2000   |
| ------ | ------ | ------ | ------ | ------ | ------ |
| 18 018 | 15 451 | 12 897 | 13 253 | 12 658 | 13 473 |

| 2010   | - | - | - | - | - |
| ------ | - | - | - | - | - |
| 11 299 | - | - | - | - | - |